# آن بولینگ
آن ترومرهاوزن بولینگ (به انگلیسی: Ann Trommershausen Bowling) (اول ژوئن ۱۹۴۳–۸ دسامبر ۲۰۰۰) دانشمند آمریکایی بود که یکی از متخصصان برتر ژنتیک جهان در مطالعه اسب‌ها بود و در زمینه ژنتیک مولکولی و سیتوژنتیک تحقیقات انجام می‌داد. او یکی از چهره‌های مهم توسعه آزمایش‌ها برای تعیین فرزندپروری حیوانات بود. او به دلیل تحصیل در مورد اختلال ژنتیکی در اسب و ژنتیک رنگ اسب و همچنین تحقیقات در مورد تکامل اسب و توسعه نژادهای اسب مشهور شد. او دربارهٔ ژنتیک جمعیت اسب‌های وحشی مطالعه کرد، کارهای قابل توجهی برای کمک به حفظ اسب شوالسکی انجام داد، و یکی از بنیانگذاران این پروژه بین‌المللی برای نقشه‌کشی ژنوم اسب بود. او استاد کمکی در دانشگاه کالیفرنیا، دیویس (UCD) بود، و در زمان مرگ در سال ۲۰۰۰ مدیر اجرایی آزمایشگاه ژنتیک دامپزشکی (VGL) در آنجا بود. مرگ غیرمنتظره او در ۸ دسامبر ۲۰۰۰، در سن ۵۷ سالگی، به سکته مغزی شدید منتسب شد.